# Billy Joe Patton
Pour les articles homonymes, voir Patton.
Billy Joe Patton, né le 19 avril 1922 à Morganton et mort le 1er janvier 2011, est un golfeur américain.

## Biographie
Il participe à six reprises à la Walker Cup, compétition bisannuelle qui se dispute entre deux équipes comprenant les meilleurs golfeurs amateurs des États-Unis d'un côté et de l'autre ceux de la Grande-Bretagne et de l'Irlande. Il est également nommé capitaine de l'équipe américaine lors de l'édition de 1969 remportée par les États-Unis sur le score de 10 à 8.
Le Masters de l'année 1954 est l'événement le plus connu de sa carrière : il subit un double bogey sur le trou no 13 qui le prive d'une participation au play-off qui détermine le vainqueur du tournoi. Il reste à un coup des deux participants à ce play-off, Ben Hogan et Sam Snead, ce dernier remportant finalement son troisième Masters.